# Beauté Pacifique
Beauté Pacifique er et dansk firma der fremstiller hudpleje-produkter. 
Det blev grundlagt i 1997 af medico-ingeniørerne Gunnar Svendsen og Flemming K. Christensen. Beauté Pacifique har knap 50 ansatte pr. 2014. Firmaet har på nuværende tidspunkt næsten 50 produkter inden for kategorien derma-kosmetik, eller cosmeceuticals, som kaldes internationalt. Firmaets hudplejeserie sælges over 500 butikker i Danmark og række andre lande. Firmaet har forhandlere i USA, Grønland, Færøerne, Norge, Sverige, Polen, Holland, Belgien, England, Irland, Spanien, Tyskland, Østrig, Sydafrika, Australien, Singapore og Taiwan.
Virksomheden har hovedkontor i Hadsund. 
Beauté Pacifique indgik i november 2012 et samarbejde med supermodellen Helena Christensen, som talsmand.

## Historie
Gunnar Svendsen og Flemming K. Christensen stiftede også firmaet Cortex Technology i 1986. Dette har siden udviklet avancerede ultralyd-scannere og andet forskningsudstyr i samarbejde med hudlæger internationalt.

## Produktion
Kvalitetssikring og produktion finder sted ved søsterfirmaet GMPack.
GMPack har ca. 40 medarbejdere og ledes af Flemming K. Christensens hustru Margith Adler.

## Egen privatklinik
Beauté Pacifique åbnede i 2010 i tæt samarbejde med staben på GMPack sin egen private, medicinske hudklinik "AMBULATORIET" med tre tilknyttede hudlæger og en psykolog.

## Eksterne links
- Virksomhedens hjemmeside
- Henrik Lund: "Ingeniør kastede sig over kosmetik" (Berlingske Business 23. april 2008)